# Belén Beach
Belén Beach är en strand i Antarktis. Den ligger i Sydshetlandsöarna. Argentina, Chile och Storbritannien gör anspråk på området. Belén Beach ligger vid sjöarna  Xi Hu Belén Lake och Gaoshan Hu.